# Бахметьєв Борис Олександрович
Борис Олександрович Бахметєв (1880 Тифліс — 1951 Нью-Йорк) — російський і американський вчений у галузі гідродинаміки, політичний і громадський діяч.

## Біографія
Народився в 1880 році в Тифлісі. Його старший брат — штаб-офіцер для доручень при начальнику Головного управління військово-навчальних закладів Микола Олександрович Бахметєв (1874 -?).
Закінчив Тифліську класичну гімназію із золотою медаллю (1898), потім в 1902 році Петербурзький інститут інженерів шляхів сполучення. У 1903 році він продовжив освіту в Цюріхському політехнічному інституті. У 1911 році захистив докторську дисертацію в Інституті інженерів шляхів сполучення. З 1905 по 1917 рік був професором по кафедрах гідравліки, гідроенергетики, теоретичної та прикладної механіки Петербурзького політехнічного інституту.

## Громадська діяльність
З початку Першої світової війни Б. А. Бахметев став займатися суспільно-політичною діяльністю: в 1915 році він включився в роботу Міжнародного Червоного Хреста на території Російської імперії; він був членом Військово-промислового комітету і Закупівельної комісії, яка займалася організацією поставок спорядження для російської армії з США і Великої Британії.
У 1917 році Бахметєв став товаришем (заступником) міністра торгівлі і промисловості Тимчасового уряду.
Він став ініціатором створення в США Російського гуманітарного фонду («Бахметівський гуманітарний фонд»), який він очолював протягом багатьох років. Документи різноманітного характеру, в тому числі і дипломатичні, російської еміграції, які він збирав довгий час стали основою організованого ним архіву російський і східноєвропейської історії та культури Колумбійського університету США, який пізніше був названий його ім'ям. Він також був директором організованого за його участю фонду допомоги російським студентам.

## Місія Бахметьєва. Посол Росії в США
У квітні 1917 року Тимчасовий уряд доручив Бахметьєву надзвичайну дипломатичну місію для ведення переговорів про отримання позики у американського уряду для придбання сільськогосподарської техніки та інвентарю. Керівником місії був призначений Бахметьєв; як представник Міністерства землеробства в її склад був включений Н. А. Бородін. Місія відбула через Владивосток до Тихоокеанського узбережжя США, звідки спеціальним поїздом переїхала в Чикаго. Приїзд російської делегації і перебування в найбільших містах Америки, включаючи Нью-Йорк, Вашингтон і Бостон, широко і дуже доброзичливо висвітлювався в американській пресі.
|  | Новий посол їхав в США через Японію. Нам було цікаво, що за дипломата посилає Тимчасовий уряд представляти себе за кордоном. Бахметев показав себе розумною і блискучою людиною, але сильно відрізнявся від наших уявлень про російську дипломатію. <...> Бахметєва супроводжувало близько п'ятдесяти чоловік представників різних міністерств з дружинами, секретарями та навіть друзями секретарів. У всіх було дуже висока платня, неможлива в царській Росії. |

У червні 1917 року місія була перетворена на посольство Росії в США, а Бахметєв призначений послом Тимчасового уряду в США. Після Жовтневого перевороту в Росії Бахметьєв залишився в США і, формально залишаючись послом, він продовжив свою діяльність в закупівельній комісії і в роботі Російського інформбюро в Нью-Йорку Так як Конгрес критикував уряд США за підтримку російських дипломатів, які більше не становили дійсний уряд Росії 30 червня 1922 року Бахметев пішов у відставку. Він взяв на себе турботи про емігрантів, які прибули з Росії в США, в тому числі він допомагав в облаштуванні в США таким видатним діячам науки як В. Зворикін, О. Струве, І. Сікорський, С. Тимошенко.
Бахметев брав активну участь у розробці проектів документів для Паризької мирної конференції 1919—1920 років.

## Наукова діяльність
Після підписання в 1922 році Рапалльського договору Радянської Росії з Німеччиною, Бахметєв повернувся до науково-інженерної діяльності. У 1923 році ним була відкрита в Нью-Йорку консультаційна фірма з питань проектування гідравлічних систем, а також він був одним із засновників ряду інших фірм науково-технічного характеру. Найбільш тісно Бахметєв співпрацював з фірмою «Lion Match Co», в якій він був головою ради компанії.
В цей же час він займався науковими дослідженнями з гідродинаміки — він досліджував змінні потоки рідини в лабораторії гідравліки Колумбійського університету Нью-Йорка, а з 1931 року став професором кафедри цивільного будівництва цього університету. Бахметев один з перших застосував методи аеродинаміки в гідродинаміки, що відкривало нові перспективи в розвитку цієї науки про перебіг рідин.
Нм були написані і отримали широку популярність такі наукові роботи з гідродинаміки: «Змінні потоки рідини» (1914), «Гідравліка відкритих каналів» (1923), «Механіка турбулентного руху» (1936). В середині 1940-х років Бахметев став одним з членів — засновників Американського Національного фонду Наукових досліджень, а також він входив до Національного зовнішньополітичної ради, Асоціації прогресу науки, Академію наук істориків Нью-Йорка і Коннектикуту.

## Наукові нагороди
За свою роботу «Механіка турбулентного руху» Бахметєв був нагороджений Великою медаллю суспільства дипломованих інженерів Франції. Він також був лауреатом премій Дж. Лорі (1937) і Дж. Стівенса (1944), які було йому присуджено за заслуги в розвитку прикладної науки.
У 1945 році він був обраний почесним членом Американського товариства цивільних інженерів, членом якого він був з 1917 року. Він також був членом Американського товариства інженерів — механіків та Інституту аерокосмічних наук.
Бахметев був любителем і колекціонером робіт російських художників (в його колекції перебувала картина Зінаїди Серебрякової «Спляча дівчинка на червоній ковдрі»), а також колекціонував російські ікони.